# ماسیمو کوروو
ماسیمو کوروو (ایتالیایی: Massimo Corvo؛ زادهٔ ۹ ژوئیهٔ ۱۹۵۹) بازیگر، صداپیشه، مدیر دوبلاژ اهل ایتالیا است.
از فیلم‌ها یا مجموعه‌های تلویزیونی که وی در آن‌ها نقش داشته است، می‌توان به واحد ضد مافیا و گناه و شرم اشاره نمود.